# Club Atlético All Boys (Santa Rosa)
El Club Atlético All Boys es un club de fútbol argentino de la ciudad Santa Rosa, en La Pampa. El apodo del club es el de Auriazul, debido al color azul y amarillo de su escudo y uniforme tradicional. Su hinchada es conocida como "La Fiel". Es el club con más títulos oficiales de la Liga Cultural de Fútbol con 44 conquistas y una de las instituciones deportivas más importantes de la provincia.
Clasificó a las semifinales del Torneo Federal C 2016 siendo eliminado por Jorge Newbery de Comodoro Rivadavia en una serie de penales. El partido de vuelta fue polémico por la expulsión del histórico arquero Matias Boto, en un penal inexistente, y un gol en off-side en el minuto 89. Sin perjuicio de la eliminación, el club fue invitado a participar del Torneo Federal B 2016, invitación que aceptó.
En 2019 fue el único representante de la Liga Cultural de Fútbol en el Torneo Regional Federal Amateur en su primera edición. Compartió grupo con Racing de Eduardo Castex, Liniers y Bella Vista de Bahía Blanca, Deportivo Villalonga y Huracán de Ingeniero White. Llegó a la instancia de cuartos de final de la Región Pampeana Sur, en la que fue eliminado por Ferro Carril Sud de Olavarría con un resultado global de 4-3. En el 2020 también jugó ese campeonato, debido a que se coronó campeón oficial de la Liga Cultural de Fútbol 2019.
Fue el primer club de la provincia de La Pampa que jugó la vieja Copa Argentina 1969 y la Copa Argentina 1970,en la que venció a Gimnasia y Esgrima de La Plata, Atlanta y Platense, alcanzando las semifinales del torneo, donde fue derrotado por San Lorenzo de Almagro. All Boys es el equipo pampeano que más rondas avanzó en el certamen.
Su clásico rival provincial es Club Ferrocarril Oeste (General Pico)aunque también mantiene una gran rivalidad con el Club General Belgrano (Clásico de Villa Alonso) y el Club Atlético Santa Rosa (clásico de la ciudad).

## Historia
La “Asociación Colegio Nacional” se dedicaba a la práctica de fútbol y contaba con tres divisiones. En la última de esas divisiones jugaban los hombres más jóvenes del establecimiento y algunos que no pertenecían al colegio. El capitán de ese equipo era Alberto Lucero. Se había programado la realización de un encuentro en el estadio Rómulo Sebastián Naón (hoy desaparecido y ubicado en la actual manzana limitada por las calles 9 de Julio, Av. Roca, Ayala y Centeno de la ciudad de Santa Rosa) con el Club Sport y Cultura de Uriburu. Lucero fue convocado en la Primera División, que debía jugar en General Acha, por ello, y en su condición de Capitán de la Tercera, se suspendió el partido de esa división contra Uriburu. 
Los jugadores de la Tercera entrevistaron a Vicente Barreiro, quien fue presidente de la Asociación, con el objeto de explicarle la situación y solicitarle que intercediera para que se jugase el encuentro. Como única respuesta, les dijo: “Demasiado trabajo tengo con la Primera como para que ustedes me vengan a dar asuntos con la tercera”.
En continuación, los jugadores resolvieron disputar por su cuenta el partido contra Uriburu pero con otro nombre, ya no como Asociación Colegio Nacional, sino como All Boys. Esta insubordinación de los jugadores de la tercera fue sanciionada por parte de las autoridades de la Asociación, concretándose sobre tablas la suspensión del partido, llegando dicha medida a exigir la devolución de las camisetas que hasta entonces habían utilizado.
Cuando se estaba desarrollando este proceso que dio origen a la institución intervino Francisco Colomés que, por su gravitación y ejemplar concepto deportivo, llegó a ser una de las figuras consulares del club y un hombres que dio las bases y suscribió el acta de fundación de All Boys.

## Fútbol
El uniforme titular del primer equipo de fútbol se compone de dos colores: azul y amarillo. La camiseta posee líneas verticales con el respectivo escudo de la institución.

### Plantel 2022
'Actualizado el 23 de Mayo de 2022

Bajas
Emilio Agustín Porro a Excursionistas; Braian Gabriel Álvarez a Ferrocarril Oeste

## Palmarés
- Torneo Provincial de Fútbol: (3).
- Liga Cultural de Fútbol: (44).

El Torneo Provincial de Fútbol vio a All Boys levantar tres veces la copa, en 2005, 2007 y 2012.
La dominación de All Boys en la Liga Cultural es absoluta. Es el máximo campeón, con 44 campeonatos, seguido por Atlético Santa Rosa con 10 y el Club General Belgrano con nueve. Paralelamente, desde su primera edición en 1929, siempre mantuvo el lugar de máximo campeón del certamen.
Se coronó en la Liga Cultural en los años 1929, 1931, 1933, 1934, 1943, 1948, 1949, 1950, 1954, 1963, 1964, 1965, 1967, 1968, 1969, 1970, 1971, 1972, 1973, 1974, 1975, 1976, 1977, 1981, 1983, 1984, 1985, 1987, 1988, 1990, 1994, 2001, 2004, 2005, 2006, 2007, 2011, 2015, 2016, 2017, 2018, 2019, 2021 y 2023.
Entre los años 1963 y 1977, All Boys ganó 14 de los 15 torneos disputados, siendo el campeonato de 1966 el único que no pudo ganar (el campeón fue Deportivo Uriburu). De esos 14 títulos, 11 fueron de manera consecutiva (entre 1967 y 1977), récord que posee en la actualidad. Otras seguidillas importantes fueron entre 2004 y 2007 y entre 2015 y 2021.
All Boys es el único club en ganar la Liga Cultural en todas las décadas, como así también uno de los cinco clubes que la ganaron en sus dos formatos (el formato actual y el formato de Clausura y Apertura) junto a Independiente de Jacinto Arauz, Club General Belgrano, Atlético Santa Rosa y Huracán de Guatraché.